# Chiński syndrom (film)
Chiński syndrom (ang. The China Syndrome) – amerykański film katastroficzny z 1979 roku w reżyserii Jamesa Bridgesa.

## Obsada
- Jane Fonda jako Kimberly Wells
- Jack Lemmon jako Jack Godell
- Michael Douglas jako Richard Adams
- Scott Brady jako Herman DeYoung
- James Hampton jako Bill Gibson
- Peter Donat jako Don Jacovich
- Wilford Brimley jako Ted Spindler
- Richard Herd jako Evan McCormack
- Daniel Valdez jako Hector Salas
- Stan Bohrman jako Pete Martin
- Donald Hotton jako dr Elliott Lowell

## Opis fabuły
Reporterka Kimberly Wells (Jane Fonda) i operator kamery Richard Adams (Michael Douglas) realizują standardowy reportaż w elektrowni atomowej Ventana. W tym czasie wskutek błędnych decyzji operatora o mało co nie dochodzi do odkrycia rdzenia reaktora jądrowego, co może skutkować katastrofą zwaną chińskim syndromem. Jednak nic się nie stało. Gdy trwa bój o pokazanie taśmy z wypadku w telewizji, Jack Godell (Jack Lemmon), kierownik zmiany odkrywa sfałszowane zdjęcia spoin pomp. Usiłuje namówić władze do ponownych testów, jednak one nie chcą go słuchać i grożą mu. Gdy nie udaje mu się tego pokojowo załatwić, uzbrojony, przejmuje kontrolę nad elektrownią i usiłuje wygłosić w telewizji oświadczenie. Niestety w najważniejszym momencie zostaje odcięty z anteny, a brygada antyterrorystyczna go zabija. Wtedy dochodzi do pęknięcia spoin pompy, której wady wykrył Jack.

## Nagrody i nominacje
32. MFF w Cannes
- Najlepszy aktor – Jack Lemmon

Oscary za rok 1979
- Najlepszy scenariusz oryginalny – Mike Gray, T.S. Cook, James Bridges (nominacja)
- Najlepsza scenografia i dekoracje wnętrz – George Jenkins, Arthur Jeph Parker (nominacja)
- Najlepszy aktor – Jack Lemmon (nominacja)
- Najlepsza aktorka – Jane Fonda (nominacja)

Złote Globy 1979
- Najlepszy dramat (nominacja)
- Najlepsza reżyseria – James Bridges (nominacja)
- Najlepszy aktor dramatyczny – Jack Lemmon (nominacja)
- Najlepsza aktorka dramatyczna – Jane Fonda (nominacja)
- Najlepszy scenariusz – Mike Gray, T.S. Cook, James Bridges (nominacja)

Nagrody BAFTA 1979
- Najlepszy aktor – Jack Lemmon
- Najlepsza aktorka – Jane Fonda
- Najlepszy film (nominacja)
- Najlepszy scenariusz – Mike Gray, T.S. Cook, James Bridges (nominacja)

## Film a rzeczywistość
Film miał swoją premierę 16 marca 1979 roku. W czasie pierwszego weekendu wyświetlania (najbardziej prognostycznego z punktu widzenia przyszłych dochodów) wpływy z rozpowszechniania nie zwróciły i tak niskich kosztów produkcji. Było to niewiele ponad 4,3 mln. dolarów przy koszcie 5,9 mln. Zaledwie 12 dni po wejściu filmu na ekrany amerykańskich kin, 28 marca 1979 miała miejsce awaria w elektrowni jądrowej Three Mile Island. Zagrożenie zostało bardzo szybko zneutralizowane przez obsługę elektrowni, jednak 80 tysięcy mieszkańców nieodległego Harrisburga w panice zaczęło opuszczać miasto. Wkrótce, na skutek doniesień mediów, panika wybuchła w samym Waszyngtonie. Gdy opadała, ludzie gremialnie ruszyli do kin oglądać Chiński syndrom. W ciągu następnych prawie 3 lat rozpowszechniania (dokładnie 146 tygodni) film zwrócił nakłady blisko dziesięciokrotnie (51,7 mln. dolarów).